# Phòng tiệc

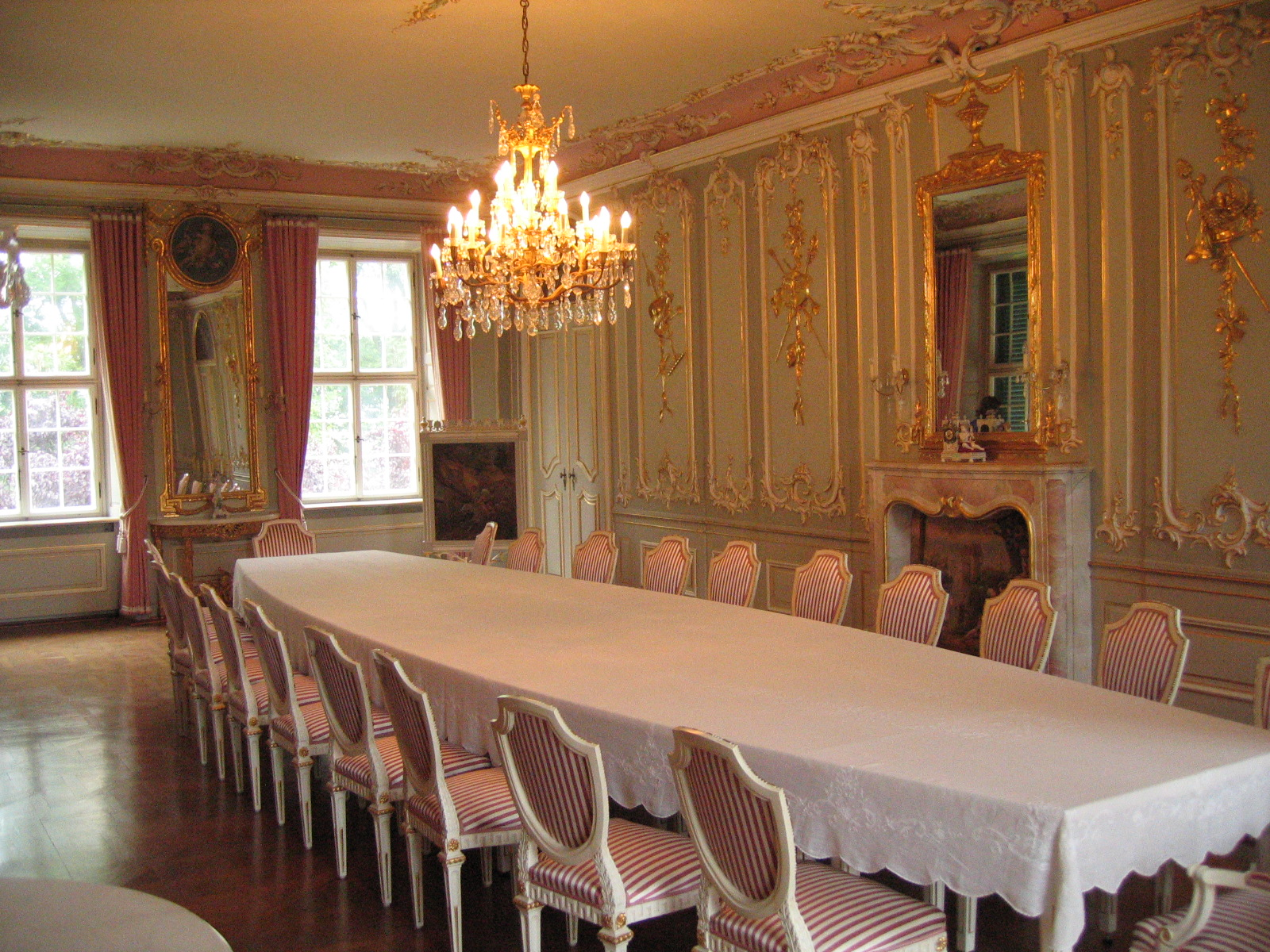
Một phòng tiệc sang trọng

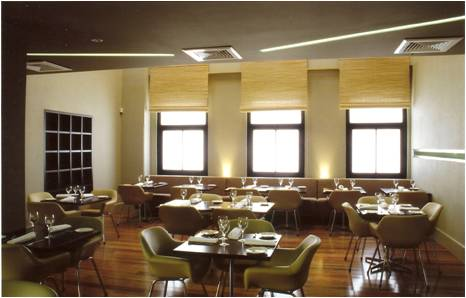
Một phòng tiệc có quy mô vừa và nhỏ

Phòng tiệc hay phòng thiết yến, phòng chiêu đãi là một căn phòng được thiết kế bố trí xây dựng phục vụ cho mục đích bày biện, chuẩn bị và phục vụ cho một bữa tiệc (thường là tiệc mặn) để phục vụ cho một buổi chiêu đãi trọng thể, liên hoan nhân một sự kiện xã hội hoặc một dịp nào đó (chẳng hạn như chuẩn bị cho một đám cưới). Phòng tiệc thường được tìm thấy từ những nơi bình dân như các quán rượu, câu lạc bộ, hộp đêm cho đến những nơi sang trọng như khách sạn, nhà hàng, cung điện hoặc được bố trí trong một cộng đồng dân cư nhất định.

## Ở Việt Nam
Ở Việt Nam, phòng tiệc cuối năm được sử dụng rất nhiều vì vào dịp lễ tổng kết cuối năm, các doanh nghiệp thường đặt phòng tổ chức tiệc ở các khách sạn hạng sang, một số đơn vị còn lên lịch tiệc tùng ở các câu lạc bộ, quán nhà vườn... hay thậm chí ở khu nghỉ mát. Có trường hợp một công ty đã đặt phòng tiệc 150 người ở khách sạn 5 sao ngay trung tâm thành phố, Hanoi Hilton. Chi phí trọn gói cho bữa tiệc này (bao gồm chi phí thuê phòng, tổ chức tiệc, ăn uống...) lên đến gần 600 triệu đồng.
Và xu hướng đặt tiệc tổng kết tại các khách sạn 5 sao vẫn là sự lựa chọn hàng đầu của những công ty muốn khuếch trương thương hiệu. Đó cũng là lý do vì sao các khách sạn lớn nhanh hết phòng cho đến thời điểm cuối năm. Có khách sạn để có được sảnh lớn vào ngày đẹp, khách hàng phải đặt trước ít nhất là 2 tháng, với giá thuê phòng từ 400 USD (hơn 6 triệu đồng Việt Nma) trở lên và giá mỗi suất ăn là 40 USD một người.
Nhiều công ty, doanh nghiệp đã chuyển hướng sang các nhà hàng, câu lạc bộ, quán nhà vườn... với quy mô nhỏ hơn và giá cả cũng rẻ hơn. các doanh nghiệp khi muốn biểu dương thành tích của cán bộ nhân viên trong công ty thì tổ chức tiệc tổng kết ở các khu resort, chi phí cho những bữa tiệc tổng kết này Một bữa tiệc 25 người ở khu resort có thể lên tới gần 4.000 USD (hơn 60 triệu đồng) vì còn một loạt chi phí phát sinh khác như đi lại, vui chơi giải trí...